# Ant Renamer
 (septembre 2018).
 (août 2025).
Motif : article sans aucune source secondaire depuis aout 2018. En quoi ce logiciel est-il vraiment notable si personne n'a pris la peine de proposer ici des sources secondaires indépendantes de qualité et pérennes ?
- Archive Wikiwix
- Bing
- Cairn
- DuckDuckGo
- E. Universalis
- Gallica
- Google
- G. Books
- G. News
- G. Scholar
- Persée
- Qwant
- (zh) Baidu
- (ru) Yandex
- (wd) trouver des œuvres sur Wikidata

| 1. | Préciser le motif de la pose du bandeau. | Précisez le motif de la pose du bandeau en utilisant la syntaxe suivante : {{admissibilité à vérifier\|date=août 2025\|motif=remplacez ce texte par le motif}}                   |
| 2. | Informer les utilisateurs concernés.     | Pensez à avertir le créateur de l'article, par exemple, en insérant le code ci-dessous sur sa page de discussion : {{subst:avertissement admissibilité à vérifier\|Ant Renamer}} |

Ant Renamer est un logiciel libre de renommage de fichiers pour Windows. Il permet de renommer de nombreux fichiers et dossiers à la fois. Il fonctionne pour toutes les versions de Windows ultérieures à Windows 98. Il est développé depuis 2000 par Antoine Potten.

## Fonctionnalités
- Changement d'extension
- Insertion, remplacement, déplacement ou suppression de caractères (éventuellement par expressions régulières)
- Changement de casse (majuscule, minuscule, première lettre de chaque mot en majuscule...)
- Numérotation incrémentale des fichiers
- Génération de noms à partir des métadonnées des fichiers (tags mp3, données EXIF, date de modification du fichier)
- Renommage à partir d'une liste de noms prédéfinis
- Génération de noms aléatoires